# Nemacheilus gangeticus
Nemacheilus gangeticus är en fiskart som beskrevs av Menon, 1987. Nemacheilus gangeticus ingår i släktet Nemacheilus och familjen grönlingsfiskar. Inga underarter finns listade i Catalogue of Life.